# 중심 퍼텐셜 속 입자
양자역학에서 중심 퍼텐셜 속 입자(particle in a central potential)는 변수분리법으로 풀 수 있는 문제 유형이다. 수소 원자나 3차원 조화 진동자, 구형 무한 퍼텐셜 우물 등이 이 유형에 속한다.

## 정의
중심 퍼텐셜은 구면 대칭인 퍼텐셜 {\displaystyle V(r)}을 말한다. 즉, 해밀토니언은 다음과 같다.
{\displaystyle H=-{\frac {1}{2m}}\nabla ^{2}+V(r)}.
여기서 {\displaystyle r}은 퍼텐셜 중심에서부터의 거리이고, {\displaystyle \nabla ^{2}}는 라플라스 연산자, {\displaystyle m}은 입자의 질량이다.

## 구면좌표계에서의 변수분리법
문제가 구면 대칭이므로, 구면좌표계 {\displaystyle (r,\theta ,\phi )}로의 변수분리법이 자연스러운 가설 풀이다. 즉, 다음과 같이 쓰자.
{\displaystyle \psi (r)=R(r)Y(\theta ,\phi )}.
여기서 {\displaystyle Y(\theta ,\phi )}는 다음을 만족하여야 한다.
{\displaystyle \nabla ^{2}Y(\theta ,\phi )=}(상수)
이러한 함수는 구면 조화 함수 {\displaystyle Y_{l}^{m}(\theta ,\phi )}라고 하며, 다음을 만족한다.
{\displaystyle \nabla ^{2}Y_{l}^{m}=-l(l+1)Y_{l}^{m}/r^{2}}.
여기서 {\displaystyle l}은 음이 아닌 정수이며, {\displaystyle m}은 {\displaystyle -l}과 {\displaystyle l} 사이의 정수다.
따라서, {\displaystyle R(r)}은 다음을 만족한다.
{\displaystyle -{\frac {1}{2mr^{2}}}{\frac {d}{dr}}r^{2}{\frac {d}{dr}}R(r)+{\frac {l(l+1)}{2mr^{2}}}R(r)+V(r)=ER(r)}.
이를 {\displaystyle u(r)=rR(r)}로 쓰면 다음과 같다.
{\displaystyle -{\frac {1}{2mr^{2}}}{\frac {d^{2}}{dr^{2}}}u(r)+{\frac {l(l+1)}{2mr^{2}}}u(r)+V(r)=Eu(r)}.
따라서 3차원 중심 퍼텐셜 문제는 유효 퍼텐셜
{\displaystyle V_{\text{eff}}(r)=V(r)+{\frac {l(l+1)}{2mr^{2}}}}
속에 갇힌 1차원 입자로 환원됨을 알 수 있다.

## 참고 문헌
- Jun John Sakurai, Jim J. Napolitano (2011). 《Modern Quantum Mechanics》 (영어). Addison-Wesley. ISBN 0805382917.
- Griffiths, David J. (2006). 《양자역학》. 권영준 역. 서울: 청범출판사. ISBN 898824723X. 2013년 8월 20일에 원본 문서에서 보존된 문서. 2012년 10월 17일에 확인함.
  - 원서: Griffiths, David J. (2005). 《Introduction to Quantum Mechanics》 (영어). Addison-Wesley. ISBN 0131118927.